# A Time to Stand
"A Time to Stand" és el primer episodi de la sisena temporada de la sèrie de televisió de ciència-ficció estatunidenca Star Trek: Deep Space Nine, el 125è de tota la sèrie. Originalment es van emetre en redifusió a partir del 29 de setembre de 1997. El guió fou escrit per Ira Steven Behr i Hans Beimler i fou dirigit per Allan Kroeker.
Ambientada al segle XXIV, la sèrie segueix les aventures a Espai Profund 9, una estació espacial situada prop d'un forat de cuc estable entre els Quadrants Alfa i Gamma de la Via Làctia, prop del planeta Bajor, mentre els bajorans es recuperen d'una brutal ocupació de dècades pels imperialistes cardassians. El Quadrant Gamma acull un imperi hostil conegut com el Domini, governat pels Fundadors que canvien de forma. El final de la cinquena temporada, "Call to Arms", va veure esclatar la guerra entre la Federació Unida de Planetes i el Domini, que pren el control d’Espai Profund 9.
La sisena temporada comença diversos mesos després de començar la Guerra del Domini, amb les forces aliades del Domini-Cardassianes estacionades a Espai Profund 9, comandades per Gul Dukat i Weyoun, mentre que l'antic capità del DS9 Benjamin Sisko està a punt de liderar una missió d'assalt a les profunditats del territori cardassià. L'episodi és el primer d'un arc argumental de sis episodis que explica la història d’Espai Profund 9 sota l'ocupació del Domini, fins que és recapturat per la Federació al sisè episodi de la temporada, "Sacrifice of Angels".

## Argument
Tres mesos després dels esdeveniments de "Call to Arms", l'aliança Federació-Klíngons està perdent la Guerra del Domini. Després de sentir la notícia que la Setena Flota estava gairebé destruïda, el capità Sisko i la seva tripulació són assignats a pilotar una nau del Domini capturada cap a territori del Domini/cardassià i destruir una valuosa reserva de Ketracel White, la droga que controla els soldats d'infanteria del Domini Jem'Hadar.
Els oculars de navegació utilitzats a la nau del Domini robada provoquen mals de cap al capità Sisko. L'exespia cardassià Elim Garak, un informant de la tripulació de Sisko, observa que els oculars no semblen tenir cap efecte negatiu sobre els cardassians, de manera que s'ofereix voluntari per portar el dispositiu. Més tard, la nau de Sisko rep foc de l'USS "Centaur", sense saber que la nau de Sisko té altres oficials de la Federació, i Sisko es veu obligat a respondre. Ambdues naus escapen, però el perill encara no ha acabat: els oficials de la Flota Estel·lar ara es troben darrere de les línies enemigues.
Aconsegueixen destruir el dipòsit de Ketracel White, però els motors de la nau resulten danyats per l'explosió; sense l'ús del motor de curvatura, són a molts anys de viatge de casa.
Mentrestant, al "DS9" ocupat pel Domini, sorgeix fricció entre Dukat i Weyoun. Dukat és optimista sobre com va la guerra per a l'aliança Domini-cardassiana; però encara no ha pogut desactivar el camp de mines que bloqueja el pas al forat de cuc, i Weyoun li recorda que són vulnerables sense reforços i reabastiment del Quadrant Gamma.
La major bajorana Kira Nerys recorda incòmodament l'ocupació cardassiana de Bajor, però Quark assenyala que l'ocupació del Domini de DS9 és molt menys brutal, i el Domini està mantenint els cardassians sota control. El fill de Sisko, Jake, és al DS9 com a reporter del Servei de Notícies de la Federació, però Weyoun afirma que els seus articles són esbiaixats contra el Domini i es nega a emetre'ls fins que no els vegi "mentalment oberts".
Dukat es nega a contractar ajudants de seguretat bajorans, per frustració del cap de seguretat Odo, un canviant rebel no afiliat al Domini. La major Kira  convenç Odo perquè utilitzi el seu estatus de canviant per aconseguir el que vol. Programat genèticament per veure'l com un déu, Weyoun accepta instantàniament la petició d'Odo de readmetre els seus ajudants. A Odo també li ofereixen un lloc al consell de govern de l'estació, cosa que li dóna veu en la política de l'estació. Ell accepta.

## Actors convidats
- Brock Peters - Joseph Sisko
- Andrew Robinson - Garak
- Jeffrey Combs - Weyoun
- Marc Alaimo - Dukat
- Aron Eisenberg - Nog
- J. G. Hertzler - Martok
- Casey Biggs - Damar
- Barry Jenner - Almirall Ross

## Continuïtat
La nau Dominion capturada és la mateixa embarcació recuperada a l'episodi de la cinquena temporada "The Ship".

## Recepció
Una guia de marató de sèries del 2015 per a Star Trek: Deep Space Nine de Wired recomanava no saltar-se aquest episodi essencial.
El 2015, Geek.com va recomanar aquest episodi com a "de visió essencial" per la seva guia abreujada de marató de sèries de Star Trek: Deep Space Nine.
El 2016, The Hollywood Reporter va classificar "A Time to Stand" amb els primers sis episodis de la temporada, col·lectivament el 38è millor episodi de tots els episodis de televisió de Star Trek.
El 2016, The Hollywood Reporter també va classificar "A Time to Stand" juntament amb sis episodis següents com un dels vint millors episodis (o seqüències de episodis) a Star Trek: Deep Space Nine. Aquest arc de sis episodis destaca pel seu format serialitzat, en comparació amb les històries més curtes de dos episodis que havien estat més comunes a la franquícia Star Trek fins aleshores.
El 2018, SyFy recomanen aquest episodi per la seva guia abreujada de visionat del personatge bajorà Kira Nerys. També recomanen veure-ho com una seqüència que inclogui l'episodi anterior "Call to Arms," després "A Time to Stand," seguit de "Rocks and Shoals," "Sons and Daughters," "Behind the Lines," "Favor the Bold" i "Sacrifice of Angels"; això inclou des del final de temporada de la temporada 5 i els primers sis episodis de la temporada 6 de la sèrie, per a un total de set episodis.